# 다롄 노면전차
다롄 노면전차(중국어: 大连有轨电车)는 1909년 개통이후 현재까지 운행되고 있는 중화인민공화국 랴오닝성 다롄시의 노면전차체계이다. 다롄은 중국내에서 유일하게 20세기초 시절의 노면전차 운행을 중단한 적이 없는 도시 중 하나로 1930년대 생산된 전차를 일부 보유했을 뿐 아니라 1990~2000년대 초의 현대식 노면전차도 개발했다.

## 역사
일본의 전문가들은 만주국의 여러 도시에 대규모 도시 교통 시스템을 구축했으며, 그 중 하얼빈, 다롄, 펑톈(현 선양), 신징(현 창춘)에 노면전차를, 푸순에는 전철화 통근 열차를 설치했다. 1909년 9월 25일 만주철도 운송부에서 일본 통치하의 다롄에서 최초의 전차 시험 운행이 있었으며, 다롄은 중국에서 최초로 노면전차와 버스를 갖춘 도시중 하나가 되었다. 이 선로는 전기유원(电气游园, 옛 동물원, 현재의 중심유경(中心裕景))에서 대정통(大正通, 지금의 중산로, 런민로)을 거쳐 대잔교(大栈桥, 지금의 강완교)까지 편도 2.45km이다. 차량은 11형 전동차 30대로 차체는 미국 브레스턴
에서, 차대는 영국 몬티안 깁슨에서, 전기부분은 독일에서 제조했으며, 목조 재질에, 차량당 정원 72명, 만재 145명을 수용하였다. 이후 끊임없이 새 전차 노선을 개척해 민주광장과 해방광장에 두 개의 선로소를 만들었다. 1945년까지 전차에는 총 11개의 선로, 3개의 영업소, 2개의 정비소가 있었다.
또한, 일본은 또한 펑톈에 4개의 지하철을 건설할 계획이었고, 1435mm 표준궤와 750V 제3궤조로 설계했다. 펑톈을 일본에서 도쿄와 오사카 다음으로 지하철을 갖춘 세 번째 도시가 되어, 만주국 건설의 업적을 보여주려고 하였다. 펑톈 지하철 1기는 1942년에 착공하여 1948년에 완공될 예정이었으나, 전쟁의 영향으로 일본은 이 계획을 성사시키지 못했다.
1945년 소련 붉은 군대는 일본으로부터 다롄을 점거했고, 1946년 4월 1일 다롄 도시교통 주식회사(大连都市交通株式会社)를 인수하고 다롄시 교통공사(大连市交通公司)로 개편했다. 70년대에는 도시 개발의 요구에 의해 상당수의 노면전차 노선의 철거가 시작되었다. 이 중 사허구-저우수이쯔 구간 3번 노면전차는 당시 3번 버스(현재는 BRT)로 바뀌었고, 현재 15번 버스는 바로 당시 노면전차 1번 노선에서 바꾼 것이었다. 20세기 말 현재 시 전역에는 201번, 202번, 203번 등 3개의 노면 전차만이 남아 있다. 1999년 10월 15일부터 2002년 12월 1일까지 202번을 개조하여 기존 DL8000형 일부가 폐차되고 일부는 장춘(현재 창춘54번 운영)에 매각되어 다롄 전차 공장에서 생산된 다롄 인표(大连人牌) DL6WA형으로 교체되었다. 2006년 6월 10일부터 2007년 12월 30일까지 201,203번을 개조하여 두 선을 통합하고, 일부 차량은 DL6WA 전차로 교체되었으며, 1930년대 일본이 개발한 DL3000형 전차 16대는 201로에서 운행되었다.

## 현재
70년대 도시가 개발되면서 대부분의 선로가 철거된 후, 현재는 201번, 202번의 두 노선이 남아있다.
201번은 하이즈윈 공원(海之韵公园)에서 출발하며(현재 공원앞은 확장공사가 진행 중이기 때문에, 화러 광장으로 단축되어 있다.), 루순로, 스지가, 창장로를 거쳐 종점인 싱궁가(兴工街)에 이르며, 얼치 광장, 싼바 광장, 민주 광장, 다롄 역, 베이강교(다롄 버스터미널), 우이 광장 등지를 경유한다. 차량은 1930년대 일제때 생산되고 2007년 개조된 16대의 DL3000형과, 2007~2008년 다롄 공공교통 그룹(大连公交集团)에서 생산된 15대의 "다롄인(大连人)"판 DL6WA형 관절형 전차와 혼조했다. 201번을 화러 광장 발로 변경한 후, 201번 구간(201路区间)이란 이름으로 운영하면서, 노선을 따라 있는 역마다 201번 역명판과 201번 구간 역명판이 함께 표기되며, 화러 광장에서 하이즈윈 공원까지의 무료 대행운행 전차를 남겨두었다.
202번은 샤오핑다오 앞(小平岛前)에서 출발하며(허커우 역은 202번 선로 확장공사가 진행 중이기 때문에, 현재 치샨링 발로 단축되어 있다.), 황푸로, 중산로, 시안로를 거쳐 종점인 싱궁가(兴工街)에 이르며, 치샨링, 하이테크 단지, 해사대학, 헤이스자오, 화학물리연구소, 싱하이 광장, 허핑 광장, 제팡 광장, 시안로 상업단지 등지를 경유한다. 차량은 "다롄인"판 DL6WA형 관절형 전차 40대로 이루어졌으며, 2016년에는 8량의 100% 저상 전차가 추가되었다. 202번 전차가 치샨링 발로 변경되면서, 허커우 역이 취소되고, 치샨링에서 종착역인 샤오핑다오(小平岛) 앞까지 차량을 운행했다.

### 차량
- DL1000형
- DL2000형
- DL3000형 (게이오 전기궤도 23형 전차)
- DL7000형
- DL8000형
- DL621형
- DL6WA형
- DL6WC형
- 100% 저상 현대식 노면전차

### 여객터미널
민주 여객터미널(民主客运站)은 민주 광장 북동쪽 기슭에 위치하며, 20세기 초에 건설되었으며, 현재 다롄 버스그룹 전동차 지사 사무소와 201번 터미널로 운영되고 있다.
우이루 여객터미널(五一路客运站)은 제팡 광장 서남쪽 모퉁이에 위치하며, 20세기 초 건설되었다가, 2010년 다롄 지하철 공사장과 해당 건설 지휘부로 바뀌었으며, 새 차량기지는 베이허구(202번 샤오핑다오 앞 종점)에 위치하며 구 차량기지의 이름을 그대로 따, 1990년대 말, 202번 차량기지로 지어졌다.

## 요금제
201번 노선은 요금제 방식이 비교적 특이하다. 선로는 중앙부에 위치한 다롄 역을 기준으로 구간으로 나뉘어 있으며, 구간내(다롄 역 포함, 이하 동일) 요금은 1위안이며, 카드 결제는 10% 할인된다. 구간외 요금은 2위안, 카드 결제는 1.3위안이며, 전체 구간 요금은 2위안이다.
탑승할 때에는 1위안 요금을 내며, 다롄 역에서 승무원이 표를 검표하고, 구간(이 역에서 하차하지 않고 계속 탑승)을 넘는 승객은 1위안을 별도로 낸다. 이 노선은 또한 다롄의 다른 노선과 구별되는 방식으로, 베이징에서 12km 이상의 주행 거리와 유사하다. 구간을 넘었는지에 관계없이 승하차시 교통카드 결제가 필요하며, 그렇지 않을 경우 다음에 이 노선을 이용할 때 1.3위안(즉, 교통카드 전체 구간 요금)을 공제한 다음 승차요금을 계산한다.
202번은 2002년 선로개조가 완료된 후 초기 전구간 단일요금 2위안이었으나, 이후 전구간 단일요금 1위안으로 낮아졌다. 승차권을 끊지 않고 탑승하면 돈을 넣거나 카드를 긁는 등 다롄의 시내 버스 노선과 다르지 않다.

## 같이 보기
- 다롄 지하철
- 노면전차